# Tony Williams (cestista)
Blair Anthony Williams, detto Tony (Louisville, 21 giugno 1978), è un ex cestista statunitense.